# 道の駅みとう
道の駅みとう（みちのえき みとう）は、山口県美祢市美東町大田にある国道435号の道の駅である。ただし、実際に接続する路線は山口県道30号小野田美東線である。
道路沿いを流れる大田川の河川公園と一体的に整備されて作られた。

## 施設
- 駐車場：67台
  - 普通車：61台
  - 大型車：6台
  - 身障者用：2台
- トイレ
  - 男：大 3器、小 5器
  - 女：5器
  - 身障者用：1器
- 公衆電話：1台
- レストラン「レストラン台所」（9:30-21:00）
- 喫茶店（10:00-18:00）
- 売店（10:00-18:00）
- 休憩所：（24時間）
- 郵便ポスト（大田郵便局）

## 休館日
- 年中無休

## アクセス
- 山口県道30号小野田美東線[2]

## 周辺
- 秋吉台、秋芳洞
- 美祢市美東総合支所
- 美祢市立美東病院
- 小郡萩道路 大田IC